# Cataònia
Cataònia (en grec antic Καταονία) era una de les estratègies o districtes de la província romana de Capadòcia. Estrabó la descriu com una plana rodejada de muntanyes.
Era un país molt productiu, i estava rodejat de muntanyes: al nord i a l'oest l'Antitaure, al sud i a l'est l'Amanus. El principal lloc poblat era Comana, situada en una vall llarga i estreta a la vora del riu Sarus (actual riu Seyhan), que neix a l'Antitaure i va cap a Cilícia. Un altre riu de la regió és el Pyramus que segueix la mateixa direcció. No hi havia cap ciutat important però sí fortaleses com Azamora i Dastarcum, properes al riu Carmalas (potser l'actual Charma Su) afluent del Pyramus, i un temple important dedicat a Apol·lo. Altres punts que menciona Claudi Ptolemeu són Cabassus (no s'ha localitzat), Cybistra i Claudiopolis Cucusus que es menciona a l'Itinerari d'Antoní, (actual Göksun a la vora del riu Goksu afluent del Pyramus). Estrabó, en un passatge corrupte, parla d'un temple a Zeus Daci, al costat d'un llac salat de gran extensió i ribes escarpades, i baixar al llac era com baixar esgraons. Diu que l'aigua no pujava mai de nivell ni tenia cap sortida directa. Els antics distingien els habitants de Cataònia dels altres capadocis, i deien que eren un poble diferent. Però Estrabó no va poder observar cap diferència en els costums ni en el llenguatge.
Cataònia va formar part de la satrapia de Cilícia durant el domini persa. Va passar a Alexandre el Gran (334 aC), Perdicas d'Orèstia (322 aC), Antígon (321 aC) i Seleuc I Nicàtor (301 aC). Fou part de l'Imperi Selèucida, i del 244 aC fins al 227 aC va estar almenys nominalment sota la branca col·lateral formada per Antíoc Hierax, essent llavors ocupada temporalment per Pèrgam del 227 aC fins vers el 225 aC en què va tornar als selèucides. El 164 aC Tolomeu, governador (sàtrapa) de Commagena (a l'est de Cataònia) es va fer independent, però Cataònia va restar fora protegida per les muntanyes. El 84 aC va ser dominada algun temps per Tigranes el gran d'Armènia. El 64 aC va passar a Roma (amb Síria) i Gneu Pompeu va fer una reorganització administrativa, i des de llavors fou transferida a Capadòcia, la història de la qual va seguir en endavant.